# Châlons-du-Maine
Châlons-du-Maine là một xã thuộc tỉnh Mayenne trong vùng Pays de la Loire tây bắc nước Pháp. Xã này nằm ở khu vực có độ cao trung bình 109 mét trên mực nước biển.